# Pseudolasius overbecki
Pseudolasius overbecki é uma espécie de formiga do gênero Pseudolasius, pertencente à subfamília Formicinae.